# Micronecta scholtzi
Micronecta scholtzi é uma espécie aquática de inseto da família Micronectidae. Foi descrito pela primeira vez por Franz Xaver Fieber em 1860. Possuem cerca de 2 milímetros de comprimento e são encontrados em lagoas e lagos de água doce em toda a Europa, preferindo água parada a em movimento. Na Europa Central, o gênero Micronecta é representado por cinco espécies, sendo elas:
- Micronecta (Dichaetonecta) pusilla (Géza Horváth, 1895)
- Micronecta (Dichaetonecta) scholtzi (Fieber, 1860)
- Micronecta (Micronecta) griseola (Géza Horváth, 1899)
- Micronecta (Micronecta) minutissima (Linnaeus, 1758)
- Micronecta (Micronecta) poweri (Douglas & Scott, 1869)

O M. scholtzi pode ser facilmente diferenciado de outras espécies do mesmo gênero pelo parâmero esquerdo torcido da genitália masculina, o protórax curto e um padrão escuro distinto na cabeça. Existe pouco conhecimento sobre seus hábitos e habitat, mas acredita-se que floresça em águas rasas de lagoas ou margens de lagos.

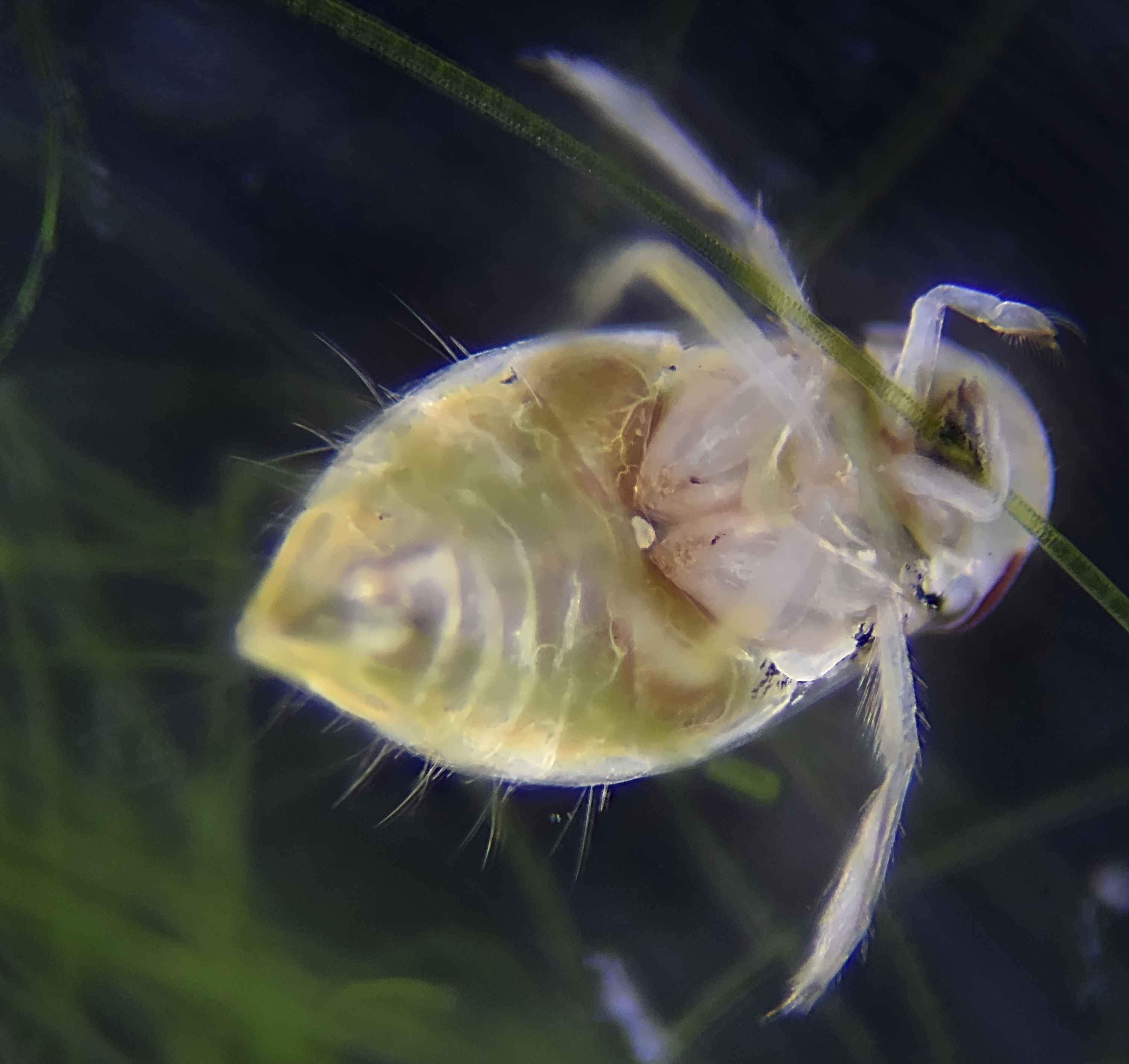
Vista inferior do M. scholtzi

O macho dessa espécie produz seu canto de cortejo subaquático estridulando uma crista em seu pênis através das ondulações presentes em seu abdômen. A região envolvida mede apenas 50 micrômetros de diâmetro, o que seria comparável a espessura de um fio de cabelo humano. Uma equipe de biólogos e engenheiros de áudio da França e da Escócia gravou o M. scholtzi produzindo esse som, cujo volume alcança até 99,2 decibéis, o que é comparável ao volume de um trem de carga em movimento. O barulho foi tão inesperado e alto que os engenheiros verificaram a calibração de seus instrumentos de medição. Isso fez com que fosse certificado pelo Guinness World Records como o pênis mais barulhento do mundo. Quase todo o som produzido é perdido quando ele se move da água para o ar, mas ainda assim permanece audível para os humanos que estiverem pela margem do lago. Essa espécie é considerada a mais barulhenta de todos os animais vivos devido ao seu tamanho. Apesar de conhecerem o mecanismo que produz esse som, os pesquisadores ainda ficam perplexos com o volume produzido e sentem que, se compreendido o processo, ele poderá abrir caminho para o desenvolvimento de tecnologias ultrassônicas.
Não são muitos os casos de insetos que geram som com seus órgãos reprodutivos, um deles é o da mariposa pirálida, Syntonarcha iriastis, que emite guinchos ultrassônicos.